# Meneng
Meneng è un distretto e una circoscrizione elettorale di Nauru. Elegge tre rappresentanti al Parlamento.
Meneng si trova nella parte sud-orientale dell'isola, è bagnato dall'Oceano Pacifico e confina con i distretti di Anibare, Buada e Yaren. Ha una superficie di 2,88 km² e una popolazione di circa 1 900 abitanti.
Fra le infrastrutture del distretto, sono da menzionare l'Hotel Menen (uno dei 2 alberghi dell'isola), lo stadio Menen e l'ex residenza presidenziale, ora convertita a campo per rifugiati.

La circoscrizione elettorale elegge 2 membri al Parlamento di Nauru.